# Dick Stockton

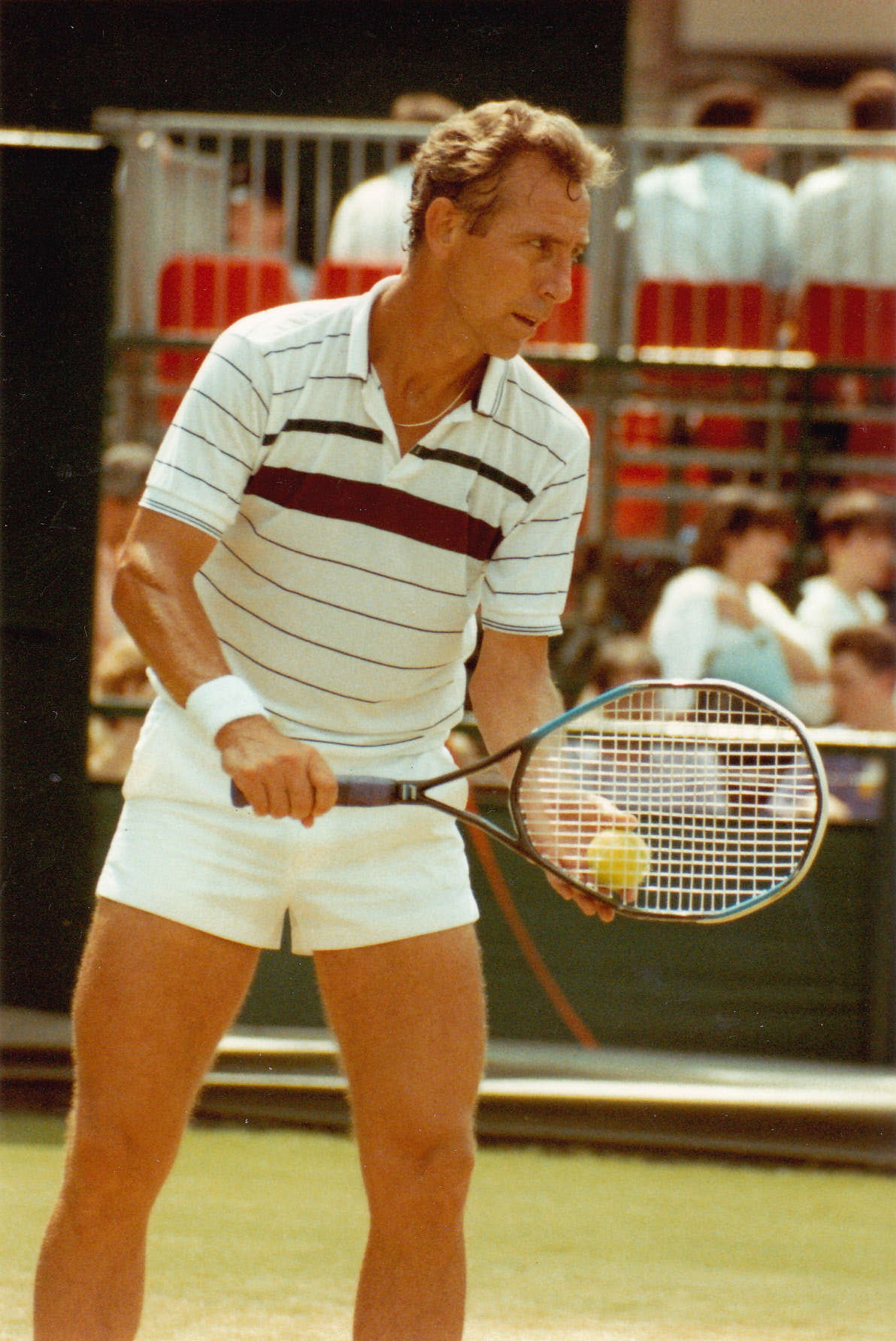

Dick Stockton (n, 18 de febrero de 1951) es un jugador estadounidense de tenis. En su carrera conquistó 8 torneos ATP de individuales y 16 torneos ATP de dobles. Su mejor posición en el ranking de individuales fue el N.º 8 en noviembre de 1977. En 1978 llegó a semifinales de Roland Garros. Y en 1974 llegó a la semifinal de Wimbledon. También llegó a cuartos de final del US Open en 1976 y 1977.